# Ehrendolch (NVA)

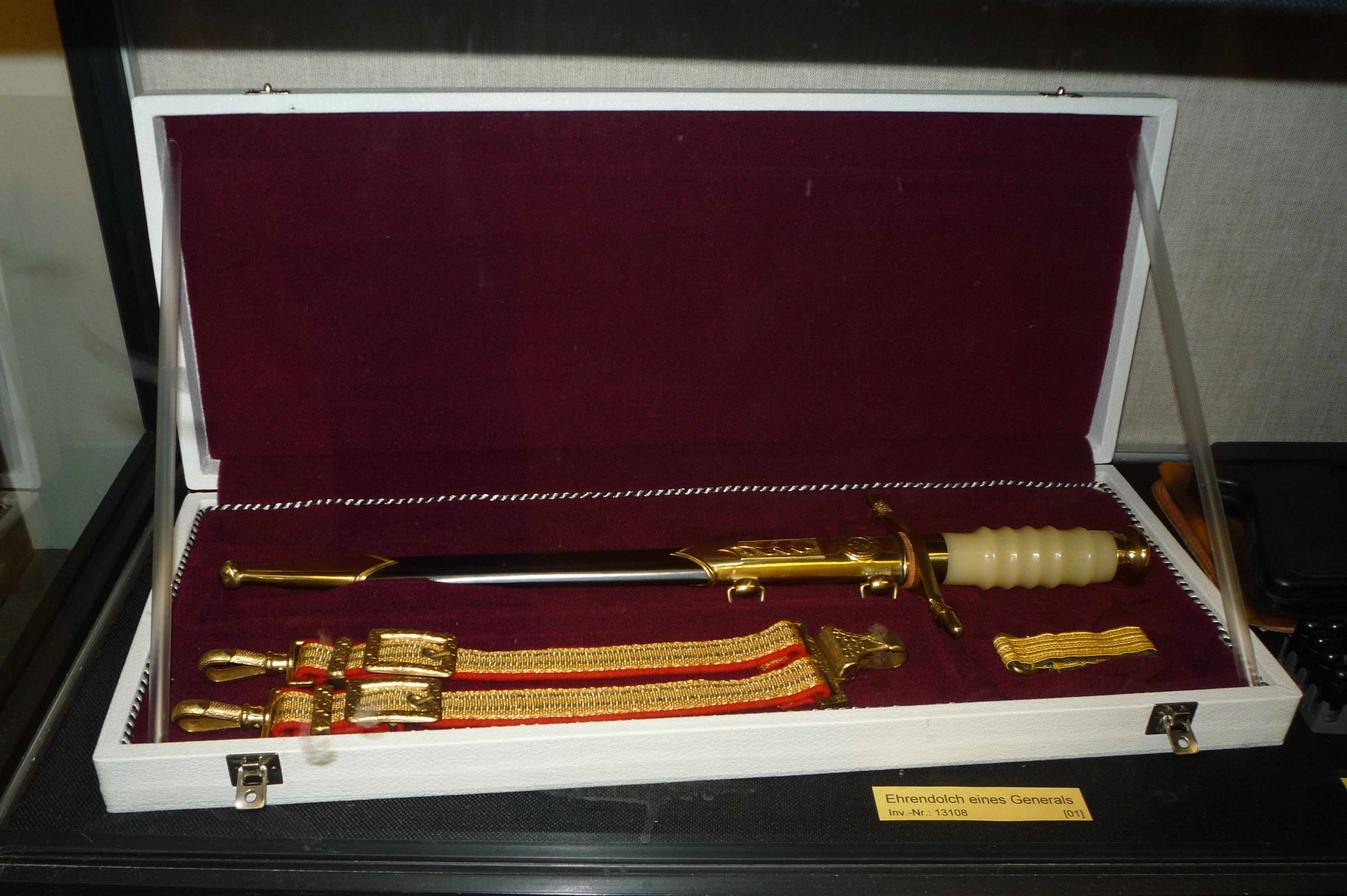
Ehrendolch (vergoldet) für Generale und Admirale der bewaffneten Organe der DDR

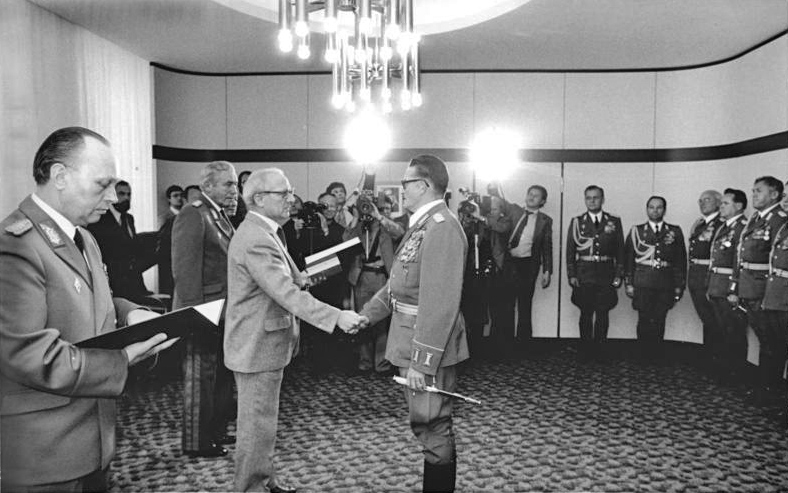
Offiziere der NVA in Paradeuniform, mit Achselschnur, Feldbinde und Ehrendolch

Der in der Nationalen Volksarmee verwendete Ehrendolch  war eine Ehren- sowie Repräsentationswaffe für Offiziere und Generale, die bei Paraden oder feierlichen Anlässen getragen wurde.

## Ursprung
Das Führen eines Dolches als Seitenwaffe geht auf Traditionen der preußischen Armee bzw. der  Reichswehr zurück. So führten in diesen Streitkräften Offiziere der Marine einen Dolch als Seitenwaffe. 
Der Ehrendolch der NVA wurde im Herbst 1960 entwickelt und ab 1961 eingeführt. Während der Parade zum 1. Mai 1961 in Berlin wurde er erstmals in der Öffentlichkeit von den teilnehmenden Offizieren, Generalen und Admiralen getragen.

## Gestaltung und Aussehen

### Offiziere
Der Ehrendolch hat die Form eines Messerdolches und besitzt eine feststehende, verchromte Klinge mit einer Länge von fünfundzwanzig Zentimetern. Die Klinge ist 1,6 cm breit. Die leicht s-förmige Parierstange ist 10,5 cm breit und läuft in zwei Eicheln aus. Die Klinge ist zweischneidig, jedoch sind die Schneiden nicht geschliffen. Das Heft besteht aus Kunststoff und hat einen flachen, verchromten Knauf und einen Griffring aus Metall. Die Scheide besteht aus schwarzem Stahl mit verchromten Metallauflagen. Das Mundblech zeigt das Staatswappen der DDR und ein stilisiertes Eichenblatt. Das Ortblech läuft in einer Kugel aus.
Die Waffen für Offiziere der verschiedenen Teilstreitkräfte und der Generale und Admirale unterscheiden sich durch die Metallfarben und die Farben des Gehänges. Für Offiziere der Landstreitkräfte waren Knopf, Griffring, Parierstange sowie Mund- und Ortblech der Scheide silberfarben, für Offiziere der Volksmarine goldfarben. Offiziere der Landstreitkräfte trugen den Dolch an einem Gehänge aus silberfarbenen Litzen auf steingrauer Unterlage, ebenso die Offiziere der Luftstreitkräfte/Luftverteidigung, Offiziere der Volksmarine hingegen an einem Gehänge aus goldfarbenen Litzen auf dunkelblauer Unterlage. 

### Generale und Admirale
Bei den Ehrendolchen für Generale und Admirale waren Knopf, Griffring, Parierstange sowie Mund- und Ortblech je nach Produktionszeitraum entweder 24 Karat vergoldet oder feuervergoldet oder bestanden zuletzt aus Messing. Das Gehänge besteht aus Goldlitzen mit roter Unterlage für Generale der Landstreitkräfte sowie des Ministeriums für Staatssicherheit, hellblauer Unterlage für Generale der Luftstreitkräfte/Luftverteidigung, grüner Unterlage für Generale der Grenztruppen und für Admirale aus dunkelblauer Unterlage.

## Trageweise
Anfangs musste der Ehrendolch durch die Offiziere käuflich erworben werden (Preis 103 Mark), wurde aber auch als Auszeichnung verliehen. Später wurde der Ehrendolch den Absolventen der Offiziershochschulen der NVA anlässlich der Ernennung zum ersten Offiziersdienstgrad überreicht. Offiziersschüler, die ihr Studium mit "Auszeichnung" abschlossen, erhielten einen Ehrendolch mit "Gravur des Ministers für Nationale Verteidigung".
Die Vorschriften zum Tragen des Ehrendolches wurden mehrfach modifiziert, blieben aber im Grundsatz gleich. Anlass für Änderungen waren die Anpassung an neu eingeführte Uniformarten oder die Präzisierung der Anlässe, zu denen der Ehrendolch zu tragen war. Der Dolch wurde zu Paraden an der Feldbinde der Paradeuniform getragen. Im Ausgang und zu sonstigen feierlichen Anlässen wurde er an der Ausgangsjacke bzw. am Wintermantel untergeschnallt, am Sommermantel am Gürtel des Mantels getragen. Zur Gesellschaftsuniform wurde der Ehrendolch ebenso wie die Achselschnur nur anlässlich der Staatsfeiertage 1. Mai und 7. Oktober sowie des Tages der Nationalen Volksarmee (1. März) getragen. Zu dieser Uniformart wurde er ebenfalls auf Befehl von Vorgesetzten ab Regimentskommandeur aufwärts getragen.
Weiblichen Offizieren der NVA war das Tragen des Ehrendolches freigestellt.